# Gamprin
Gamprin je obec v Lichtenštejnsku s přibližně 1 700 obyvateli. V městě je postavený kostel sv. Panny Marie z roku 1481.